# Pas folle, le flic
Série Nico Giraldi
Crime en Formule 1
(1984)
Pour plus de détails, voir Fiche technique et Distribution.
Pas folle, le flic (Delitto al Blue Gay) est un poliziottesco humoristique italien réalisé par Bruno Corbucci et sorti en 1984,. C'est le cinquième Delitto... ainsi que le onzième et dernier film mettant en scène l'inspecteur Nico Giraldi joué par Tomas Milian.

## Fiche technique
Sauf indication contraire, les informations mentionnées dans cette section peuvent être confirmées par la base de données cinématographiques IMDb,  présente dans la section « Liens externes ».
- Titre français : Pas folle, le flic[3]
- Titre original : Delitto al Blue Gay[4]
- Réalisateur : Bruno Corbucci
- Scénario : Mario Amendola, Bruno Corbucci
- Photographie : Marcello Masciocchi
- Montage : Daniele Alabiso (it)
- Décors : Claudio Cinini (it)
- Costumes : Alessandra Cardini (it)
- Musique : Fabio Frizzi
- Effets spéciaux : Giovanni Corridori (it)
- Trucages : Franco Di Girolamo, Gilberto Provenghi
- Producteurs : Pietro Innocenzi
- Sociétés de production : Globe Films
- Pays de production :  Italie,  Allemagne de l'Ouest
- Langue de tournage : italien
- Format : Couleur - 1,85:1
- Durée : 98 minutes (1 h 38)[4]
- Genre : Poliziottesco, comédie policière[3]
- Dates de sortie :
  - Italie : 15 août 1984
  - Allemagne de l'Ouest : 22 février 1985
  - France : 1985[3]

## Distribution
- Tomas Milian : Nico Giraldi
- Bombolo : Venticello
- Olimpia Di Nardo (it) : Angela Giraldi
- Paco Fabrini (it) : Rocky Giraldi
- Anita Kupsch : Brigitte
- Holger Münzer (de) : Kurt Linder
- Francesco Anniballi (it) : L'acolyte de Linder
- Marcello Martana (it) : Commissaire Trentini
- Angelo Pellegrino : Danielle
- Franco Caracciolo : Le vice-président du Blue Gay
- Vinicio Diamanti : Colomba Lamar
- Nazzareno Cardinali : Emilio Baiocchi
- Marina Hedman : La prostituée
- Enzo Garinei : Le juge
- Mario Amendola : Roberto Sandulli
- Monica Gruber : Frizzy, l'Allemande
- Alessandra Canale :
- Franco Garofalo :